# Gigi Leung
Gigi Leung, de son vrai nom Leung Wing-kei (梁詠琪, née le 25 mars 1976), est une actrice et chanteuse hongkongaise.

## Biographie
Nommée Leung Wing-kee (梁詠琪) à sa naissance pour des raisons superstitieuses, Lueng souffre durant sa jeunesse d'attaques d'asthme et un changement de nom lui aurait apporté meilleure santé. Mesurant 1,76 m, Leung est surnommée la « Grande fille ». Elle a un frère jumeau appelé Keith Leung (Leung Wing-chun, 梁詠俊).
Elle est scolarisée à la Maryknoll Convent School (en) puis étudie à l'université polytechnique de Hong Kong où elle sort diplômée de l'école de design. C'est au cours de ses études universitaires qu'elle accepte un poste de mannequin pour la compagnie de montres City Chain et est repérée par le réalisateur Lee Chi-ngai qui l'a fait jouer dans son tout premier film, Doctor Mack (1995). Le succès du film lui vaut un rôle supplémentaire dans Full Throttle (1995) avec Andy Lau, tourné alors qu'elle termine son diplôme. Elle est nommée « meilleure nouvelle venue » pour son rôle secondaire aux Hong Kong Film Awards de 1995.

## Carrière
Sa carrière de chanteuse commence l'année suivante avec son premier album  Love Myself  (1996). Depuis lors, elle chante à la fois en cantonais et en mandarin. Elle est non seulement reconnue comme une chanteuse cantopop/mandopop, mais également comme compositrice et parolière, ayant écrit des chansons pour elle-même et pour d'autres chanteurs locaux. Elle signe un contrat avec Warner Music Hong Kong, et a plus d'une douzaine d'albums à son actif. Elle participe à plusieurs concerts live, dont l'un appelé Funny Face en 2003.
Le 25 mars 2008, elle signe avec une nouvelle maison de disque, Big Artiste Management, une filiale de Mei Ah Entertainment (en).
Depuis 1995, Leung a joué dans plus de 20 films, dont la plupart sont des drames et des comédies. Elle a travaillé avec les plus grands acteurs comme Tony Leung Chiu-wai, Andy Lau, Daniel Chan (en), Stephen Chow et Jet Li. En 2003, elle joue avec Takeshi Kaneshiro dans le premier film de la Warner Bros. en langue chinoise, Turn Left, Turn Right. Aux Hong Kong Film Awards, elle est nommée au prix de la meilleure actrice et la meilleure actrice dans un rôle secondaire respectivement pour ses rôles dans Tempting Heart (1999) et A War Named Desire (en) (2000).
Principalement actrice sur grand écran, Leung joue brièvement dans la série de TVB The Last Breakthrough (en) (2004). Elle joue également dans un certain nombre de comédies musicales sur scène, notamment The Great Entertainer (2004) et double la narration en cantonais du film japonais Quill (en) (2004).
Leung est également active dans des œuvres caritatives. En plus d'être ambassadrice de différentes œuvres de bienfaisance, elle contribue à la construction de 7 écoles en Chine continentale pour aider les enfants pauvres. Elle est également la plus jeune (à 27 ans) à recevoir le « Prix des Dix jeunes les plus remarquables ».

### Porte-parole
En dehors du secteur du divertissement, Leung est porte-parole de la société japonaise de cosmétiques FANCL à Hong Kong depuis 1999. Elle est également ambassadrice de l'UNICEF et de la WWF Hong Kong. Parmi ses autres titres d'ambassadrice de charité, citons celui honorable de l'hôpital Yan Chai, d'ambassadrice spéciale de l'hôpital Yan Aiu, d'ambassadrice du Fonds pour le cancer du sein et ambassadrice de la Société pour les animaux abandonnés (SAA). Elle tient également de nombreux autres titres spéciaux auprès de nombreuses organisations. Elle rejoint ses amis Charlie Yeung, Valen Hsu (en) et Angelica Lee, pour former la Hope Foundation, une organisation à but non lucratif qui aide les enfants dans le besoin.

## Vie privée
En juillet 2009, elle aurait eu une relation avec un designer de meubles français, connu uniquement sous le nom de Sly. Ni Gigi, ni Sly, n'ont admis leur relation, mais il est rapporté que le couple se serait séparé début 2010.
Le 3 octobre 2011, Leung se marie avec son petit ami espagnol, Sergio Crespo Gutes (ancien basketteur et dirigeant de Nestlé HK) sur l’île d'Ibiza. Le 28 février 2015, Leung donne naissance à son premier enfant, une fille nommée Sofia Crespo Leung (祈淑菲),.

### Incident du microblog Sina
Le microblog Sina Weibo de Leung compte plus de 470 000 followers, dont la plupart sont de jeunes admirateurs. Le 30 mars 2010, elle blogue sur l'injustice de l'emprisonnement de Zhao Lianhai, dont le fils de cinq ans est victime du scandale du lait frelaté en 2008 et a développé des calculs rénaux. Le père devenu militant commence à utiliser ses moyens pour exprimer ses griefs. Après avoir reçu un message de l'administrateur du site web, Gigi Leung supprime ensuite le blog correspondant, ce qui génère des centaines de messages de soutien de la part de ses admirateurs,.

## Filmographie

### Cinéma
| Année | Titre                               | Titre chinois       | Rôle                          | Notes                                     |
| ----- | ----------------------------------- | ------------------- | ----------------------------- | ----------------------------------------- |
| 1995  | Full Throttle                       | 烈火戰車            | Annie / Yee                   |                                           |
| 1995  | Sixty Million Dollar Man            | 百變星君            | Chung Chung                   |                                           |
| 1995  | Mack the Knife                      | 流氓醫生            | May                           |                                           |
| 1996  | First Option                        | 飛虎                | Insp. Mini Kwan               |                                           |
| 1996  | Feel 100%                           | 百分百感覺          | Fong Fong                     |                                           |
| 1996  | Feel 100%... Once More              | 百分百岩Feel        | Emma                          |                                           |
| 1996  | Les Dieux du jeu 3 : Les débuts     | 賭神3之少年賭神     | Kent Hing                     |                                           |
| 1997  | First Love Unlimited                | 初戀無限Touch!      | Tap / Stephenie Wong          |                                           |
| 1997  | We're No Bad Guys                   | 愛上100%英雄        | Carrie / Mandy                |                                           |
| 1998  | A True Mob Story                    | 龍在江湖            | Sandy Leung                   |                                           |
| 1998  | Hitman                              | 殺手之王            | Kiki                          |                                           |
| 1999  | Tempting Heart                      | 心動                | Shen Sheo-rou                 |                                           |
| 1999  | Afraid of Nothing, the Jobless King | 失業皇帝            | Law Nam                       |                                           |
| 2000  | A War Named Desire                  | 愛與誠              | Snow                          |                                           |
| 2000  | Marooned                            | 藍煙火              | Cheung Siu-yu                 |                                           |
| 2000  | Those Were the Days...              | 友情歲月山雞故事    | Lok Wing-gee                  |                                           |
| 2000  | Bruce Law Stunts                    | 特技猛龍            | elle-même                     | documentaire                              |
| 2000  | From Ashes to Ashes                 | 煙飛煙滅            |                               | court-métrage                             |
| 2001  | The Avenging Fist                   | 拳神                | Erika                         |                                           |
| 2001  | Roots and Branches                  | 我的兄弟姊妹        | Qi Sitian                     |                                           |
| 2001  | La Brassière                        | 絕世好Bra           | Lena                          |                                           |
| 2002  | Mighty Baby                         | 絕世好B             | Lena                          |                                           |
| 2002  | Fat Choi Spirit                     | 嚦咕嚦咕新年財      | Gigi                          |                                           |
| 2003  | Sky of Love                         | 愛，斷了線          | Yan Xiaojia                   |                                           |
| 2003  | Turn Left, Turn Right               | 向左走．向右走      | Eve Choi                      |                                           |
| 2003  | 1:99 Shorts                         | 1:99 電影行動       |                               |                                           |
| 2003  | Love Under the Sun                  | 愛在陽光下          |                               | court-métrage                             |
| 2004  | Love on the Rocks                   | 戀情告急            | Annie                         |                                           |
| 2004  | Driving Miss Wealthy                | 絕世好賓 / 窈窕淑女 | Jennifer Feng                 |                                           |
| 2004  | Quill                               | クイール            |                               | doublage cantonais                        |
| 2005  | Zig Zag, l'étalon zébré             | n/a                 |                               | doublage cantonais                        |
| 2006  | McDull, the Alumni                  | 春田花花同學會      | la vendeuse/la réceptionniste |                                           |
| 2007  | Wonder Woman                        | 女人．本色          | Joy Shing                     |                                           |
| 2007  | The Secret of the Magic Gourd       | 寶葫蘆的秘密        | Mme Liu                       |                                           |
| 2007  | A Tale of Mari and Three Puppies    | {マリと子犬の物語   |                               | doublage cantonais                        |
| 2007  | Dangerous Game                      | 棒子老虎雞          | Huan                          |                                           |
| 2008  | La Lingerie                         | 內衣少女            | Lena                          |                                           |
| 2009  | Give Love                           | 愛得起              | Leslie Chan                   |                                           |
| 2010  | Just Another Pandora's Box          | 越光寶盒            | l'ambassadrice du Tukestan    |                                           |
| 2011  | Rest on Your Shoulder               | 肩上蝶              | Yang Lin                      |                                           |
| 2011  | The Allure of Tears                 | 傾城之淚            | Yang Lin                      |                                           |
| 2011  | Dear Enemy                          | 親密敵人            | Rebecca                       |                                           |
| 2012  | Marry a Perfect Man                 | 嫁個100分男人       | Winnie Yip                    |                                           |
| 2012  | Hot Stewardess                      | 麻辣空姐            |                               |                                           |
| 2012  | Fortune Cookies                     | 幸運曲奇            | la chef                       | Court-métrage, réalisatrice et scénariste |
| 2013  | 7 Assassins                         | 光輝歲月            | Xi Lian                       |                                           |
| 2013  | Desertion                           | 被遺棄的            | n/a                           | Court-métrage, réalisatrice               |
| 2013  | 4 in Life                           | 四季人生            |                               |                                           |
| 2014  | The Monkey King                     | 大鬧天宮            | Chang'e                       |                                           |
| 2014  | Aberdeen                            | 香港仔              | Cici                          |                                           |
| 2015  | Wong Ka Yan                         | 王家欣              |                               |                                           |
| 2016  | Tous en scène                       | n/a                 | Rosita                        | doublage cantonais                        |
| 2016  | Sisterhood                          | 骨妹                | Sei                           |                                           |
| 2018  | The Monkey King 3                   | 西遊記之女兒國      | la conseillère                |                                           |
| 2019  | Missbehavior                        |                     |                               |                                           |
| 2019  | Little Q                            |                     |                               |                                           |

### Télévision
| Année | Titre                       | Titre chinois    | Rôle   | Notes                 |
| ----- | --------------------------- | ---------------- | ------ | --------------------- |
| 2004  | Supreme Fate in Regalia Bay | 富豪海灣至尊家緣 | Gigi   |                       |
| 2004  | The Last Breakthrough (en)  | 天涯俠醫         | Eva Ha | Participation amicale |
| 2013  | K Song Lover                |                  |        |                       |

## Comédie musicale
| Année | Titre              | Titre chinois | Rôle       |
| ----- | ------------------ | ------------- | ---------- |
| 2002  | Legal Entanglement | 法網外的伊人  | Sammi Shum |

## Discographie

### Albums studio
| Année | Titre                 | Titre chinois         | Langue    | Langue   |
| Année | Titre                 | Titre chinois         | Cantonais | Mandarin |
| ----- | --------------------- | --------------------- | --------- | -------- |
| 1996  | Love Myself           | 愛自己                | Oui       |          |
| 1997  | Short Hair            | 短髮                  |           | Oui      |
| 1997  | A New House           | 新居                  | Oui       |          |
| 1997  | Washing My Face       | 洗臉                  |           | Oui      |
| 1998  | Gigi Leung            | 梁詠琪                |           | Oui      |
| 1998  | I'll Be Loving You    | I'll Be Loving You    | Oui       |          |
| 1999  | Fresh                 | 新鮮                  |           | Oui      |
| 2000  | Good Time             | 好時辰                | Oui       |          |
| 2000  | Fireworks             | 花火                  | Oui       |          |
| 2001  | Amour                 | Amour                 |           | Oui      |
| 2001  | Suddenly, This Summer | Suddenly, This Summer | Oui       |          |
| 2001  | G for Girl            | G for Girl            | Oui       |          |
| 2001  | Transparent           | 透明                  |           | Oui      |
| 2002  | I Live in 7A          | 我住7樓A              | Oui       |          |
| 2002  | Magical Season        | 魔幻季節              |           | Oui      |
| 2002  | Funny Face            | Funny Face            | Oui       |          |
| 2003  | I Think, I Sing       | 我想、我唱            | Oui       |          |
| 2004  | Sense of Belongings   | 歸屬感                |           | Oui      |
| 2004  | [Ente'tein]           | 娛樂大家              | Oui       |          |
| 2005  | Look                  | Look                  | Oui       |          |
| 2006  | Grown Up Short Hair   | 成長的短髮            | Oui       |          |
| 2006  | Love Songs For Myself | 給自己的情歌          |           | Oui      |
| 2009  | Gift                  | 禮物                  |           | Oui      |
| 2010  | The Monophobic Cat    | 怕寂寞的貓            | Oui       |          |

### Extensions
| Année | Titre            | Titre chinois | Langue    | Langue   |
| Année | Titre            | Titre chinois | Cantonais | Mandarin |
| ----- | ---------------- | ------------- | --------- | -------- |
| 1999  | Today            | n/a           | Oui       |          |
| 2012  | Butterfly Kisses | n/a           |           | Oui      |
| 2016  | BeSIDE Me        | n/a           | Oui       | Oui      |

### Albums compilation
| Année | Titre              | Titre chinois       | Langue    | Langue   |
| Année | Titre              | Titre chinois       | Cantonais | Mandarin |
| ----- | ------------------ | ------------------- | --------- | -------- |
| 2000  | Love Gigi The Most | 最愛梁詠琪          |           | Oui      |
| 2000  | Kiss               | Kiss 新曲+精選      | Oui       |          |
| 2004  | I Like Gigi        | 我鍾意              | Oui       |          |
| 2005  | Clockwise          | 順時針新曲+精選     |           | Oui      |
| 2007  | Woman. Colour      | 女．色新曲+精選2007 | Oui       |          |

### Albums live
| Année | Titre                     | Titre chinois                        | Langue    | Langue   |
| Année | Titre                     | Titre chinois                        | Cantonais | Mandarin |
| ----- | ------------------------- | ------------------------------------ | --------- | -------- |
| 2000  | 903 Live                  | 加洲紅紅人館 903梁詠琪狂熱份子音樂會 | Oui       |          |
| 2002  | G For Girl Live 2002      | G For Girl Live 2002                 | Oui       |          |
| 2002  | 903 id Club Music is Live | 903 id club梁詠琪拉闊音樂會2002      | Oui       |          |
| 2003  | Funny Face Live 2003      | 高妹梁詠琪Funny Face 2003演唱會      | Oui       | Oui      |

### Bande originale
| Année | Titre                 | Titre chinois  | Langue    | Langue   |
| Année | Titre                 | Titre chinois  | Cantonais | Mandarin |
| ----- | --------------------- | -------------- | --------- | -------- |
| 2003  | Turn Left, Turn Right | 向左走．向右走 | Oui       | Oui      |

## Concerts
- Gigi Leung Good Time concert world tour Part 2 (梁詠琪好时辰世界巡回演唱會)（2017）
- Gigi Leung Good Time concert tour Part 1 (梁詠琪好时辰巡回演唱會)（2016）
- Gigi Leung One Night in Hong Kong (梁詠琪香港G夜演唱會)(2011)
- Gigi Leung One Night in Beijing (梁詠琪北京G夜演唱會) (2010)
- Wonder Woman Charity Concert (2007)
- Solo Concert In Shanghai, China(2007)
- Tall Girl Gigi Leung Funny Face Live Concert (2003)
- Live 903 (2002) 903 id club梁詠琪拉闊音樂會2002
- G For Girl Live (2002)
- Gigi Leung 903 Concert (2000) 加洲紅紅人館903梁詠琪狂熱份子音樂會